# 갈 데까지 가보자
《갈 데까지 가보자》는 대한민국의 채널A의 프로그램이다. 특별한 사람, 놀라운 장소, 신기한 동물, 기이한 현상 등에 얽힌 사연을 소개하는 프로그램이다.

## 방송 시간
- 2012년 11월 27일 ~ 2016년 2월 2일 : 매주 화요일 오후 11시 40분